# Pak Li-sup
Dans ce nom coréen, le nom de famille, Pak, précède le nom personnel.
Pak Li-sup (coréen : 박리섭), né le 6 janvier 1944 en Corée japonaise, est un joueur de football international nord-coréen, qui évoluait au poste de défenseur.

## Biographie

### Carrière en sélection
Avec l'équipe de Corée du Nord, il joue 4 matchs dans les compétitions organisées par la FIFA, sans inscrire de but, entre 1965 et 1966. 
Il figure notamment dans le groupe des sélectionnés lors de la Coupe du monde de 1966. Lors du mondial organisé en Angleterre, il joue 2 matchs : contre l'Union soviétique, et contre le Chili. La Corée du Nord terminera en quart de final contre le Portugal.